# Nordic-Baltic Eight
Nordic-Baltic Eight (NB8, укр. Нордично-Балтійська вісімка) — формат регіонального співробітництва, який включає Данію, Естонію, Фінляндію, Ісландію, Латвію, Литву, Норвегію та Швецію. У рамках NB8 проводяться регулярні зустрічі прем'єр-міністрів країн Балтії та Північної Європи, спікерів парламентів, міністрів закордонних справ, міністрів галузей, державних секретарів та політичних директорів МЗС, а також консультації експертів, на яких стосуються регіональні та актуальні міжнародні теми.

## Структура

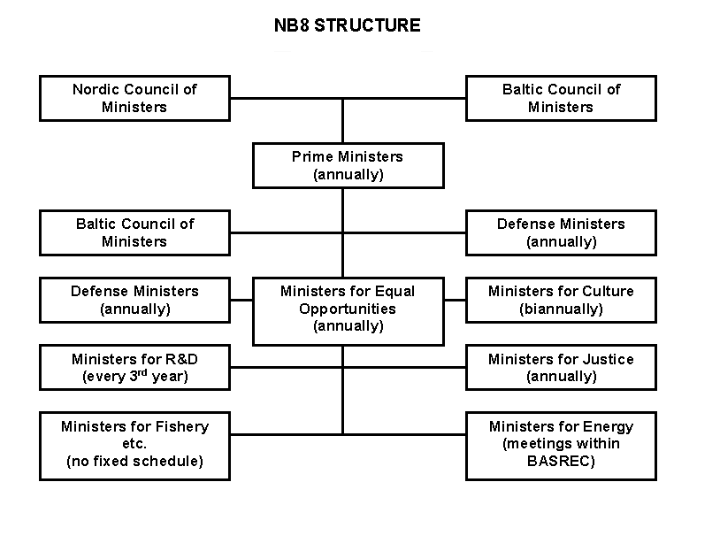
Структура NB8.

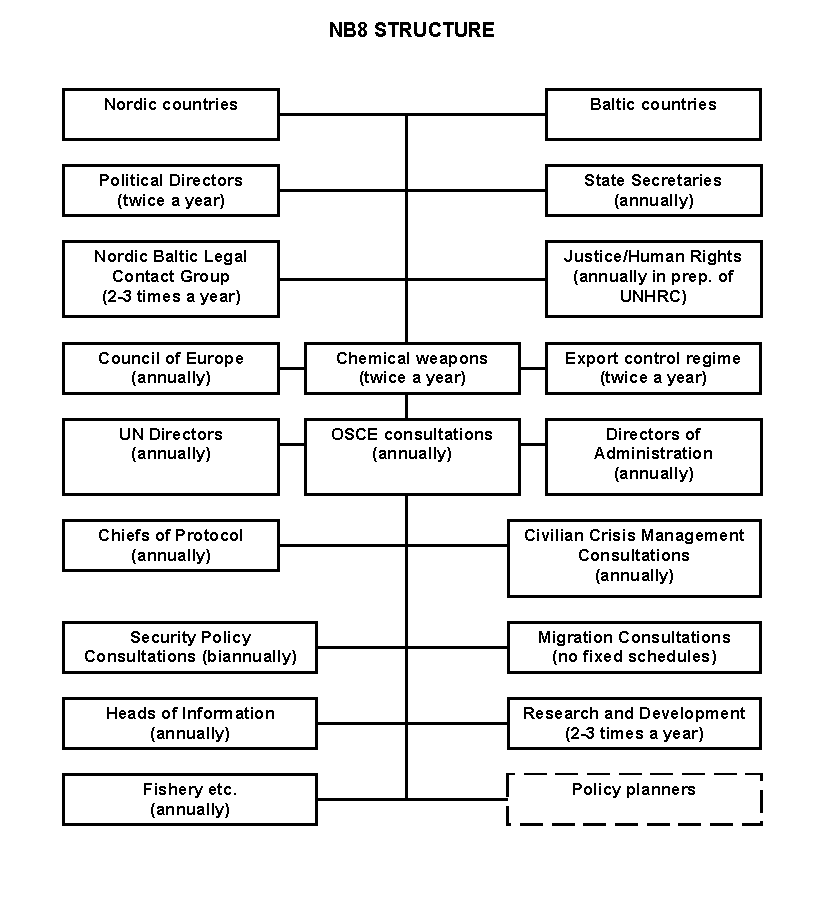
Структура NB8.

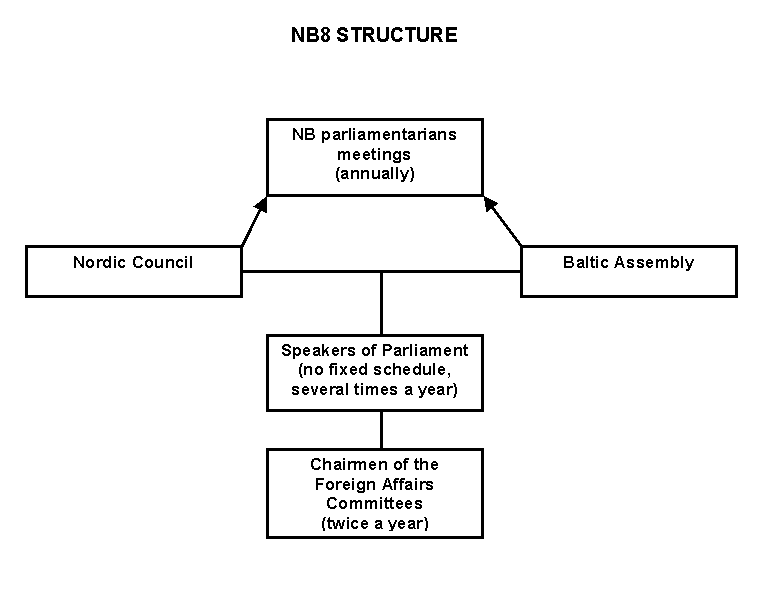
Структура NB8.

## Мова

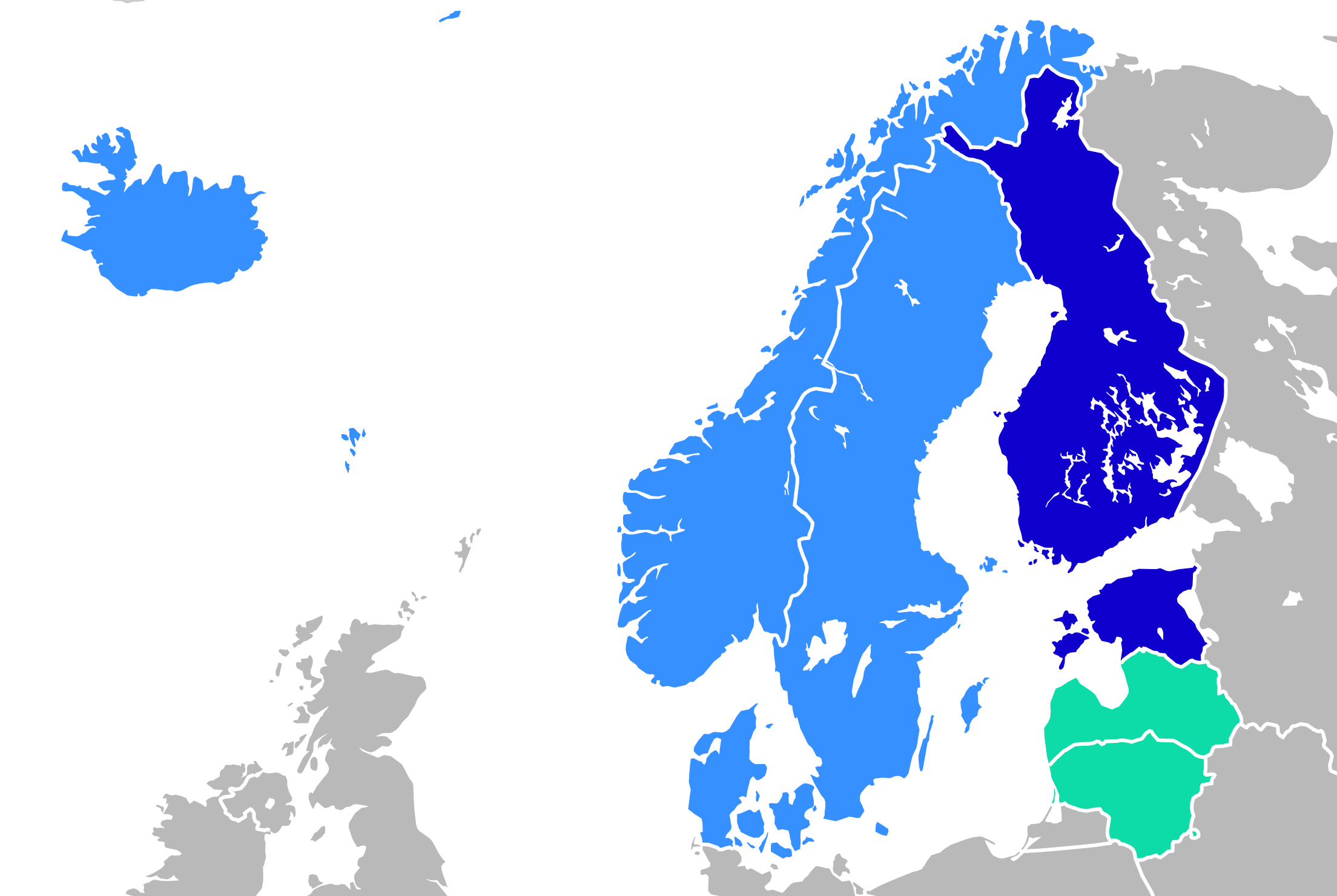
Мовні гілки в Північній Європі:
Скандинавська (Фарерські острови, Ісландія та Скандинавія)
Фінська (Естонія, Фінляндія)
Балтійська (Латвія, Литва)

## Історія
Історично склалося так, що держави регіону були взаємопов’язані та взаємодіяли протягом століть, причому взаємна торгівля була вирішальним фактором, що сприяв цій взаємодії. Проте найглибший зв’язок виник у 1990-х роках.
Північна Рада вперше зв’язалася з парламентарями Балтії приблизно в 1989 році. Офіційна співпраця почалася в листопаді 1991 року, коли Північна Рада взяла участь у інавгураційному засіданні Балтійської Асамблеї в Таллінні. Офіційна угода про співпрацю між Північною радою та Балтійською асамблеєю була підписана в 1992 році.
Нордичні країни були одними з найрішучіших прихильників відновлення незалежности балтійських країн, а пізніше вони першими відкрили свої кордони, запровадивши безвізовий режим з балтійськими державами.
Коли балтійські держави відновили свою незалежність та під час інтеграції до європейських і трансатлантичних структур, їх рішуче підтримували їхні північні сусіди. Північно-балтійське співробітництво відбувалося на різних рівнях: налагоджувалися зв’язки та співпраця між політиками, державними службовцями та громадянським суспільством. Нордичні країни активно допомагали балтійським державам у їх підготовці до інтеграції в Європейської Унії та НАТО.
Формат, названий на початку співпраці як 5+3 (п’ять країн Північної Європи та три балтійські держави), змінив назву та сферу співпраці. Під час зустрічі міністрів закордонних справ балтійських держав та держав Північної Європи 30 серпня 2000 року в Міддельфарті (Данія) міністри вирішили, що зустрічі міністрів країн будуть називатися NB8.

## Сучасність
Північно-Балтійська спільнота є однією з трьох основних спільнот у Північній Європі: Нордичної, Балтійської та Балтійського регіону.
Нордично-Балтійський регіон має приблизно 33 мільйони жителів, а сукупний ВВП становить близько 2,0 трильйонів доларів, що робить його десятою за чисельністю населення та п’ятою за величиною економікою в Європі. Крім того, регіон характеризується відносно низьким рівнем корупції; Північні країни є одними з найменш корумпованих країн у світі. Крім того, країни регіону займають хороші позиції в різних міжнародних рейтингах свободи, де кілька держав посідають абсолютні вершини. Країни Північної Європи та Балтії також мають хороші результати в опитуваннях, які вимірюють легкість ведення бізнесу та створення нових компаній. Індекс людського розвитку відносить багато країн регіону до числа найрозвиненіших у світі.
Нордично-Балтійський регіон різноманітний, з багатством природної та культурної спадщини, спільнот, напрямків і ресурсів. Загалом у регіоні розташовано 42 об’єкти Світової спадщини, які зазнають зростаючого тиску з боку туризму. Країни Балтії описують як три захоплюючі держави, які мають чудові пляжі вздовж великої берегової лінії, середньовічні старі міста та прекрасні природні краєвиди, тоді як північні країни володіють вражаючими пейзажами гір, озер, архіпелагів, льодовиків, гейзерів, лісів, водоспадів і вулканів. Тут багато дикої природи, включаючи велику арктичну тундру.

## Країни-координатори
Роль координатора NB8 раніше брала на себе країна, яка головувала в Раді міністрів Північних країн на відповідний рік. Починаючи з 2008 року країни Балтії також беруть участь у координації співпраці між міністерствами закордонних справ NB8. Країна-координатор керує розкладом зустрічей і проводить багато зустрічей різних сторін і рівнів у форматі NB8. Кожного року країна-координатор також видає звіт про хід виконання.
У 2013 році завдання координації NB8 було передано Швеції. Як було оцінено в прес-релізі щодо майбутньої координації Міністерством закордонних справ Швеції, основні напрямки були спрямовані на наступне: 
1. Зосередьтеся на Східному партнерстві та спільному порядку денному NB8 перед самітом ЄС у Вільнюсі, листопад 2013 року.
2. Співпраця в енергетиці як сфера взаємних інтересів, особливо як моніторинг енергетичних питань на інших форумах. Завдання з організації більшості зустрічей і заходів NB8 у Швеції було покладено на Міністерство закордонних справ Швеції.[14]

У 2014 році координатором NB8 була Естонія з пріоритетами кіберспівробітництва, Східного партнерства, енергетичного співробітництва та співробітництва у сфері безпеки. У 2014 році Естонія також була координатором Балтійської співпраці та Ради держав Балтійського моря. Узгодження цих трьох форматів було названо «Рік Балтійського моря».
У 2015 році пріоритетами NB8 Данії були енергетична безпека, медіа по відношенню до російськомовних, російсько-українська війна та Східне партнерство.

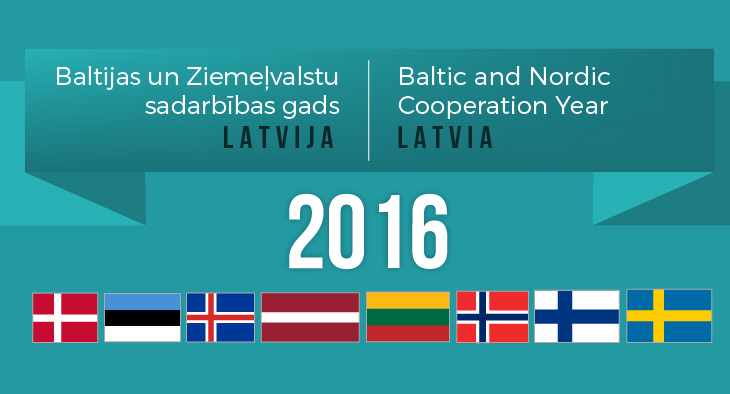
Прапор Року балтійської та північної співпраці під головуванням Латвії у 2016 році. Джерело: Міністерство закордонних справ Латвійської Республіки

У 2016 році пріоритетами NB8 Латвії були зміцнення безпеки (включаючи зміцнення енергетичної безпеки, сприяння стратегічним комунікаціям, зміцнення кібербезпеки, боротьба з гібридними загрозами) і підтримка Східного партнерства ЄУ.
У 2017 році країною-координатором була Норвегія . Пріоритети були визначені в регіональних питаннях (регіональна безпека, гібридні питання та питання стійкості, кібербезпека, відкриті та вільні ЗМІ, стратегічна комунікація, енергетична безпека та енергетичні ринки, Східне партнерство ЄС, увага до головування Естонії в Раді ЄС, економічний розвиток, конкурентоспроможність та інновації, синергія між Nordic 5, NB6 та Радою міністрів Північних країн). Інший набір пріоритетів базувався на ширших стратегічних питаннях (трансатлантичні відносини ( Сполучені Штати, НАТО, євроатлантичні облігації), майбутнє Європейського Союзу, Brexit, міграція, Братиславський процес), Росія, питання ООН (включаючи безпеку Рада ) і тероризм.
У 2020 році Естонія координувала як NB8, так і Раду міністрів Балтії . Його пріоритетами в обох ситуаціях були регіональна безпека, включаючи Східне партнерство, трансатлантичні відносини; кіберспівпраця; підключення, включаючи регіональні енергетичні та транспортні проекти та цифрове співробітництво; зміни клімату та екологічні проблеми; співробітництво в галузі культури та охорони здоров'я.

## Північний форум майбутнього
Північний форум майбутнього — щорічна неформальна зустріч прем'єр-міністрів, політиків, підприємців і бізнес-лідерів з країн NB8 і Сполученого Королівства. Спочатку згадуваний як Британсько-Північно-Балтійський саміт, назва Північний форум майбутнього була введена на другій зустрічі в Стокгольмі. Північний форум майбутнього проходив у Лондоні (2011), Стокгольмі (2012), Ризі (2013), Гельсінкі (2014) і Рейк'явіку (2015). У 2016 році захід планувалося провести в норвезькому Ставангері, але він був відкладений і врешті відбувся у 2018 році.

## NB8 і Вишеградська група
Міністри закордонних справ NB8 і країн Вишеградської групи (Чехія, Угорщина, Польща, Словаччина) зустрічаються щорічно з 2013 року. Перша зустріч відбулася в Ґданську. У 2014 році міністри зустрілися в Нарві; у 2015 році - у Високих Татрах на Штрбське плесо. У 2016 році зустріч проходила на березі Балтійського моря в місті Юрмала. 8-е щорічне засідання відбулося 3 червня 2020 року у режимі відеоконференції.